# Surgutneftegas

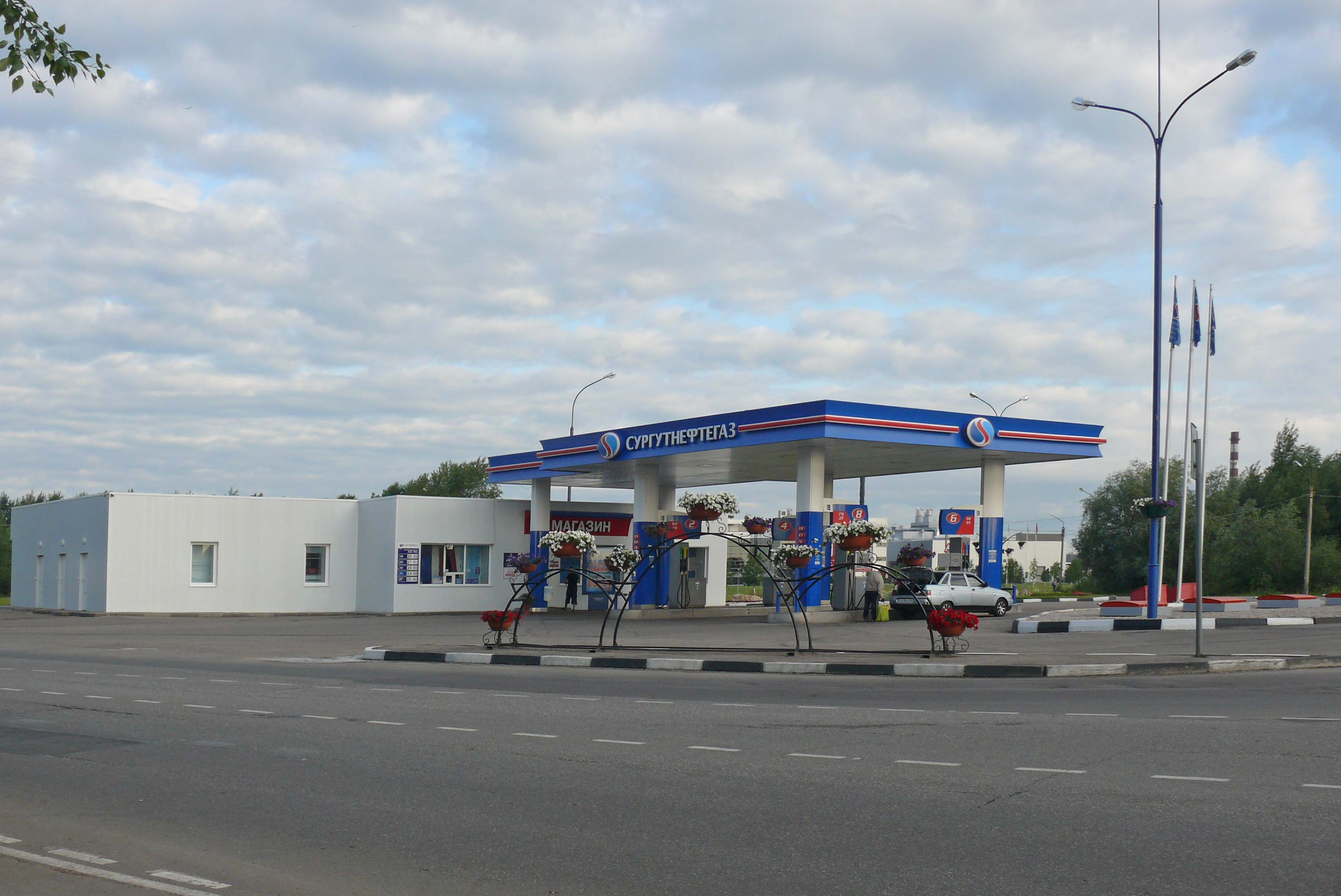
Surgutneftegastankstelle in Weliki Nowgorod

Surgutneftegas (russisch Сургутнефтегаз) ist einer der größten Gas- und Ölförderungskonzerne Russlands mit Firmensitz im sibirischen Surgut. Das Unternehmen wurde 1993 durch Zusammenschluss mehrerer staatlicher Öl- und Gasfirmen als Aktiengesellschaft gegründet. Es ist im RTS-Index am Russian Trading System gelistet. Generaldirektor von Surgutneftegas ist Wladimir Bogdanow (2006).
Über die Eigentümerstruktur des Unternehmens herrscht wenig Klarheit. Nach Auskunft des Unternehmens befanden sich zu Beginn des Jahres 2005 15,7 % der Aktien im Besitz der ING-Bank (Eurasia) (russ. ИНГ Банк (Евразия)), weitere 7,7 % gehörten der Internationalen Bank von Moskau (Международный московский банк). Im November 2011 behauptete der russische Systemkritiker Stanislaw Belkowski, Präsident Wladimir Putin kontrolliere 37 Prozent der Aktien von Surgutneftegas.

## Firmentätigkeit
Die Förderkapazitäten des Konzerns befinden sich im Wesentlichen im Gebiet Chanty-Mansijsk (Westsibirien). Nach Angaben des Unternehmens belaufen sich diese auf etwa 2,5 Milliarden Tonnen Öläquivalent.
Surgutneftegas verfügt über eine Raffinerie in Kirischi (Sankt Petersburger Gebiet), und eigene Anlagen zur Gasverarbeitung. Eine Reihe von Tochtergesellschaften mit Sitz im europäischen Teil Russlands ist im Distributionsbereich tätig: „Pskownefteprodukt“, „Kaliningradnefteprodukt“, „Twernefteprodukt“ und „Nowgorodnefteprodukt“. Darüber hinaus verfügt das Unternehmen über eine eigene Forschungseinrichtung – das Institut „SurgutNIPIneft“.
Das Unternehmen vertreibt außerhalb Russlands einen Teil seiner Rohstoffe durch das in der Schweiz ansässige Unternehmen Gunvor.

## Geschäftsentwicklung
2005 förderte das Unternehmen 63,9 Millionen Tonnen Erdöl und 14,4 Milliarden m³ Gas. Der Erlös lag 2005 bei 319,6 Milliarden Rubel (etwa 9,4 Milliarden Euro) und der Reingewinn bei 87 Milliarden Rubel (etwa 2,6 Milliarden Euro). In den letzten Jahren sparte Surgutneftegas liquide Mittel in beträchtlichem Umfang an – zu Beginn des Jahres 2006 lagen diese bei etwa 13 Milliarden US-Dollar. Entsprechend stieg der Aktienkurs an der Börse im Mai 2006 auf über 13 US-Dollar.
2006 wurde von Alexander Sacharkin mit Unterstützung der NBP die Surgutneftegas-Gewerkschaft Profswoboda gegründet, die sich für einen Mindestlohn einsetzt. Infolge der internationalen Finanzkrise geriet auch der Aktienkurs unter Druck und lag im Winter 2008/2009 zeitweise nur noch bei 1 US-Dollar.
Im März 2009 übernahm Surgutneftegas für 1,4 Milliarden Euro die vom österreichischen Energieunternehmen OMV veräußerte 21,2 %-Beteiligung am ungarischen Mineralölkonzern MOL.